# Matang Gleum
Matang Gleum is een bestuurslaag in het regentschap Aceh Timur van de provincie Atjeh, Indonesië. Matang Gleum telt 489 inwoners (volkstelling 2010).